# Toninho Guerreiro
Antônio Ferreira, detto Toninho Guerreiro (Bauru, 10 agosto 1942 – San Paolo, 26 gennaio 1990), è stato un calciatore brasiliano, di ruolo attaccante.

## Caratteristiche tecniche
Giocava come attaccante, più precisamente come centravanti. Le sue migliori caratteristiche erano la capacità di segnare con facilità (la rivista Placar lo definì un giocatore che andava a rete con tiri improvvisi e insidiosi) e la completezza, che gli permetteva di eseguire con eguale efficacia dribbling, passaggi e pressing; per il suo impegno in campo gli fu attribuito il soprannome di Guerreiro.

## Carriera

### Club
Nato a Bauru, iniziò a giocare proprio nella squadra della sua città d'origine, il Noroeste; vi debuttò a diciassette anni, entrando a partita in corso contro il Comercial e segnando il gol della bandiera nella sconfitta per 4-1. Presto però lasciò il club per accasarsi al maggiormente blasonato Santos. Con la società dalla maglia bianca visse un periodo di successi, culminato con la doppia vittoria Libertadores-Intercontinentale del 1963; nel 1964 conquistò la titolarità nel Santos, giocando a fianco di Pelé in attacco. Nel 1966 vinse il titolo di miglior marcatore del Paulistão, il campionato statale, segnando ventiquattro volte, e della Taça Brasil, con dieci gol, mentre nel 1968 realizzò diciotto reti nel Torneo Roberto Gomes Pedrosa, primeggiando nuovamente tra i realizzatori. Lasciò il Santos per il San Paolo il 25 agosto 1969, e anche con la compagine della capitale paulista si disimpegnò con costrutto, vincendo due ulteriori campionati statali (arrivando così a quota cinque consecutivi e stabilendo un record) e partecipando al debutto del San Paolo nel primo campionato nazionale. Toninho Guerreiro esordì in tale competizione il 14 agosto 1971, contro la sua ex squadra, il Santos, al Morumbi. Giocando per il San Paolo totalizzò trentaquattro presenze e tredici reti in massima serie, trascorrendo poi un periodo (dal 4 al 21 novembre 1973) al Flamengo. Lasciò definitivamente il San Paolo il 23 marzo 1974, andando a chiudere la carriera al Noroeste.

### Nazionale
Debuttò con la maglia del Brasile il 25 luglio 1968 contro il Paraguay ad Asunción, giocando da titolare e andando a segno al minuto 46, stabilendo così il 3-0 provvisorio per la sua formazione. Tra i papabili per la convocazione al campionato del mondo 1970, Toninho Guerreiro sostenne di essere stato escluso dalla lista in favore di Dadá Maravilha per volere dell'allora presidente brasiliano Emílio Garrastazu Médici.

## Palmarès

### Club

#### Competizioni nazionali
- Torneo Rio-San Paolo: 3

Santos: 1963, 1964, 1966
- Taça Brasil: 3

Santos: 1963, 1964, 1965
- Campionato paulista: 5

Santos: 1967, 1968, 1969
San Paolo: 1970, 1971
- Torneo Roberto Gomes Pedrosa: 1

Santos: 1968

#### Competizioni internazionali
- Coppa Intercontinentale: 1

Santos: 1963
- Supercoppa dei Campioni Intercontinentali: 1

Santos: 1968

### Nazionale
- Coppa Oswaldo Cruz: 1

1968

### Individuale
- Capocannoniere del Campionato Paulista: 3

1966 (24 gol), 1970 (13 gol), 1972 (17 gol)
- Capocannoniere della Taça Brasil: 1

1966 (10 gol)
- Capocannoniere del Torneo Roberto Gomes Pedrosa: 1

1968 (18 gol)
- Capocannoniere della Coppa Libertadores: 1

1972 (6 gol)